# Pachistopelma concolor
Pachistopelma concolor är en spindelart som beskrevs av Lodovico di Caporiacco 1947. Pachistopelma concolor ingår i släktet Pachistopelma och familjen fågelspindlar.
Artens utbredningsområde är Guyana. Inga underarter finns listade i Catalogue of Life.